# Gorbio
Gorbio é uma comuna francesa na região administrativa da Provença-Alpes-Costa Azul, no departamento Alpes Marítimos. Estende-se por uma área de 7,02 km², com  (Gorbarins) 1154 habitantes, segundo os censos de 1999, com uma densidade de 164 hab/km².